# Motu Nao
Motu Nao (ook wel Rocher Thomasset genoemd) is een klein onbewoond eiland in de Stille Oceaan dat deel uitmaakt van de Marquesaseilanden, Frans-Polynesië. Het ligt ongeveer 22 kilometer ten noordoosten van Fatu Hiva.
Noordelijke groep:
Eiao ·
Hatutu ·
Motu Iti ·
Motu One ·
Nuku Hiva ·
Ua Huka ·
Ua Pou
Zuidelijke groep:
Fatu Hiva ·
Fatu Huku ·
Hiva Oa ·
Moho Tani ·
Motu Nao ·
Tahuata